# Михајло Милићевић
Михајло Милићевић (12. јун 1993) српски је ватерполиста, члан српске кадетске и јуниорске Националне Екипе. Освојио је златну медаљу на јуниорском Светском првенству 2011. и сребро на Европском јуниорском првенству 2012. Такође освојио је и бронзу са Србијом на Универзијади 2013. године.

## Биографија
Милићевић је рођен је 12. јуна 1993. године. Ишао је у спортску гимназију у Београду и наставио да студира за годину дана у Високој школа за Пројектни менаџмент. Играње за Црвену звезду, завршио прво на државном првенству Србије 2012/13. и 2013/14. Такође је освојио 2013. и 2014. Србија Национални куп, европски Ватерполо Лига Шампиона и ЛЕН Ватерполо Супер куп са Црвеном звездом 2013. Такође играо је за Београд за кадетски и јуниорски тим, освојивши седам српских лига. Био је најбољи стрелац на Беовал турнира 2008. године.
Родитељи су му Милић и Лидија. Има две сестре, Мирјану и Јелену. Владимир Вујасиновић је његов највећи спортски херој. 